# Mauldin (Dél-Karolina)
Mauldin város az USA Dél-Karolina államában, Greenville megyében. Lakosainak száma 24 724 fő (2020. április 1.).

## Népesség
A település népességének változása:
| Lakosok száma | 22 889 | 24 823 | 24 724 |
|               | 2010   | 2014   | 2020   |